# Édifice Lucien-Saulnier
Pour un article plus général, voir Palais de justice de Montréal.
L'édifice Lucien-Saulnier (également appelé le « Vieux palais »), est le deuxième palais de justice qu'a connu Montréal. Il est situé au 155 rue Notre-Dame Est.

## Histoire
Inauguré en 1856, il s'inscrivait dans la tradition néo-classique très sobre de la première moitié du XIXe siècle. Le bâtiment a été conçu par les architectes John Ostell et Henri-Maurice Perrault.
Construit en pierre de taille au coût de 400 000 $, le bâtiment mesure 295 pieds de longueur sur 106 dans sa partie la plus large. Cet édifice de style ionique était un parfait modèle d'architecture victorienne.

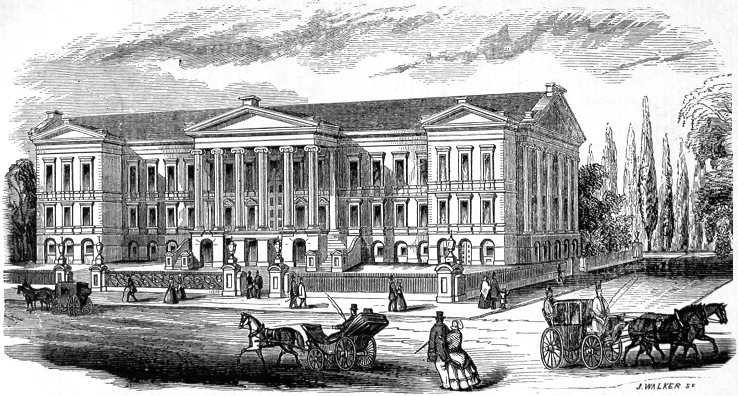
Illustration de sa conception, 1854
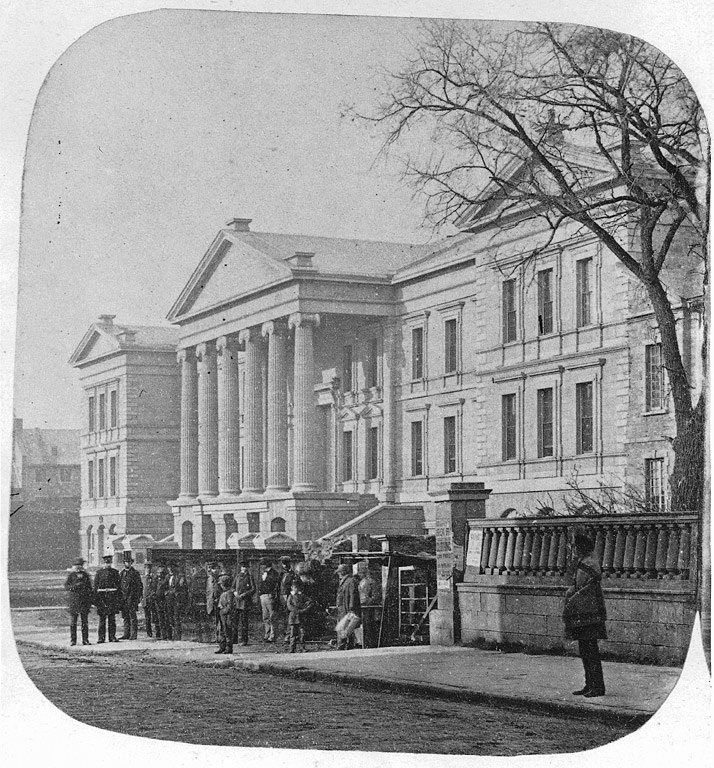
Vers 1860
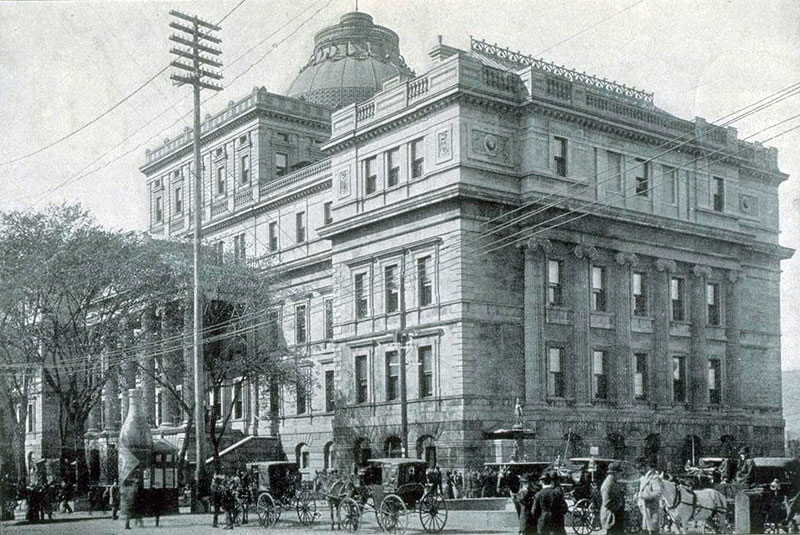
En 1895, peu après les travaux d’agrandissement
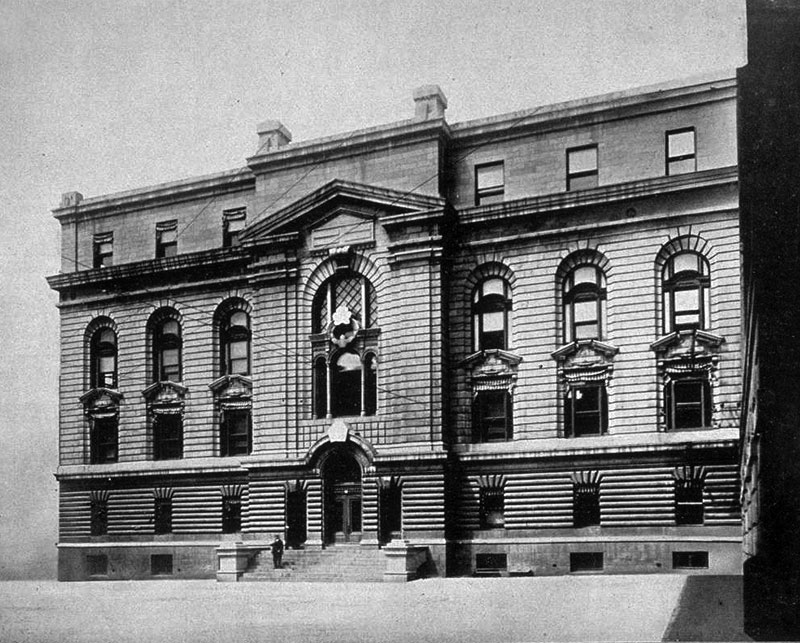
Annexe,  au 85, rue Notre-Dame Est, 1909

À partir de 1890, sous la gouverne de l'architecte Maurice Perrault, fils de Henri-Maurice, on entreprend des travaux d'agrandissement. Un étage supérieur et une coupole sont ajoutés. En 1905, une annexe est également ajoutée, au 85, rue Notre-Dame Est.
Ces transformations n'ont pas impliqué l'entrée principale qui garde toujours son caractère unique originel. On y accède par deux escaliers à palier, en pierre, conduisant à un portique surmonté d'un fronton reposant sur six colonnes ioniques formant un impressionnant péristyle. Plusieurs autres traits architecturaux sont notables, comme les fenêtres rectangulaires et le toit à pignon.

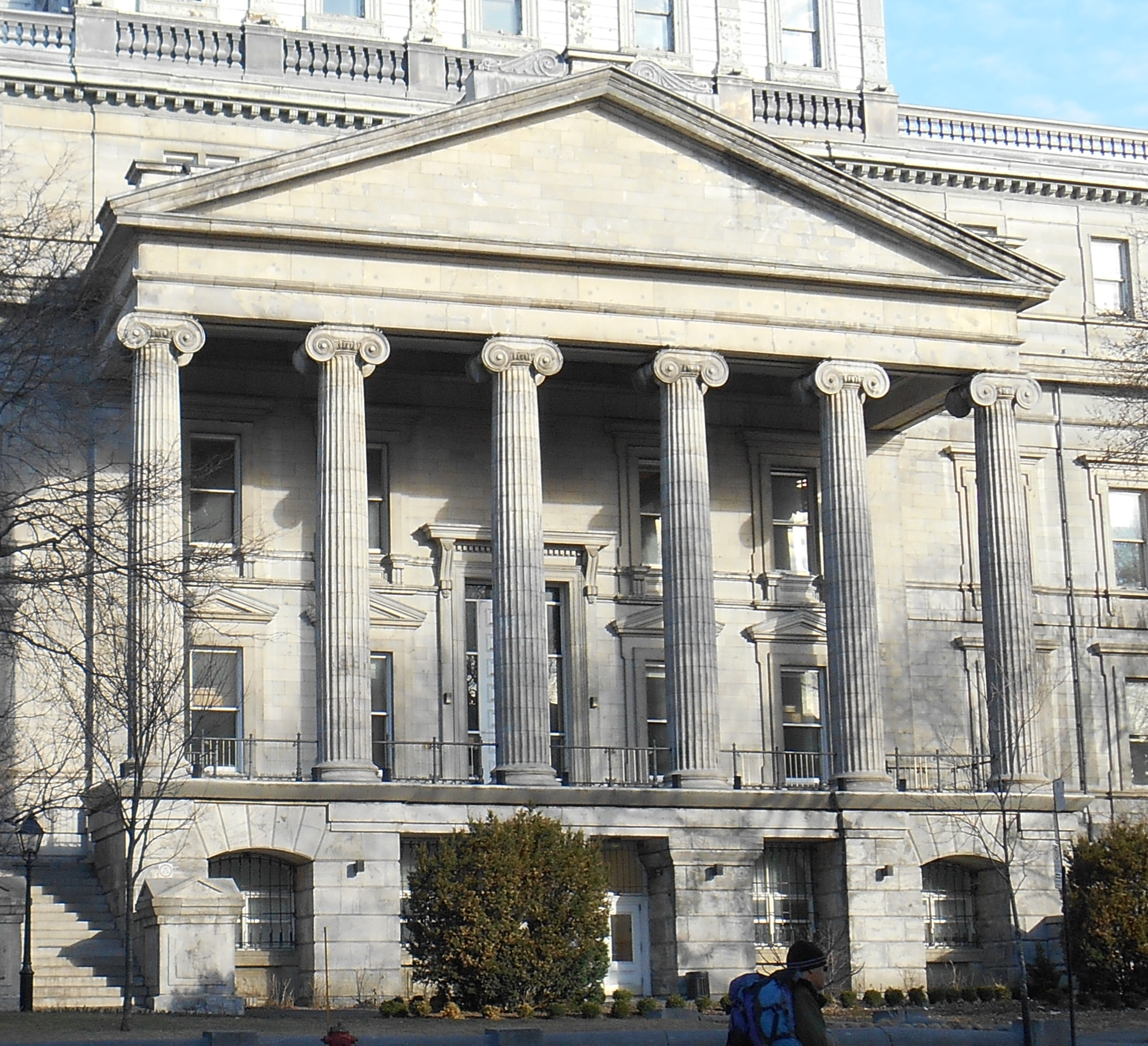
Fronton reposant sur six colonnes ioniques

De 1925 à 1970, le Vieux Palais recevait les causes civiles. Aujourd'hui il est utilisé par le Service des finances et du contrôle budgétaire de la Ville de Montréal.
Dès 2018, il accueillera pendant deux ans les bureaux de l'Hôtel de Ville pendant la réfection de celui-ci.